# Enoch Ruberangabo Sebineza
Enock Ruberangabo Sebineza est un homme politique de la république démocratique du Congo.

## Biographie
Né en 1957 ou 1958, il est originaire du Sud-Kivu. Tutsi, il a été président, par intérim, de l'association SHIKAMA, représentant les Banyamulenge. Il a également participé au dialogue intercongolais et rempli d'importantes fonctions dans sa province, le Sud-Kivu. Il a en outre présidé le conseil d’administration de la Société sidérurgique de Maluku.

## Carrière politique
Entre 2003 et 2006, il est député au Parlement de transition.

### Vice-ministre
Le 7 décembre 2014, il est nommé par le président Joseph Kabila au poste de vice-ministre des Postes, Télécommunications, Nouvelles Technologies de l'Information et de la Communication (PT-NTIC) au sein du deuxième gouvernement du Premier ministre Augustin Matata Ponyo, sous l'autorité du ministre en titre, Thomas Luhaka Losendjola, par ailleurs vice-Premier ministre,.

### Révocation
Au soir du 28 avril 2016, une vidéo où on le voit se masturber dans son bureau, visiblement face à une webcaméra, se répand sur les réseaux sociaux. Des internautes utilisent le hashtag #SebinezaMustGo pour exiger le départ du vice-ministre. Ils s'indignent en particulier de ce que la vidéo montre le ministre aux côtés du drapeau national, sous le portrait officiel du président. Le 29 avril, la Radio-Télévision nationale congolaise annonce sa révocation pour avoir « gravement manqué aux devoirs déontologiques et éthiques auxquels sont soumis les membres du gouvernement ».
Interrogé au sujet de ce scandale sexuel après son limogeage, Enoch Sebineza affirme que la vidéo est un montage à partir de photos. Il dénonce en outre un chantage financier.